# Ricardo Pedro Chaves Pinto Filho
Dom Ricardo Pedro Chaves Pinto Filho O. Præm (Capelinha, 6 de agosto de 1938 - Pouso Alegre, 1 de abril de 2018) foi um sacerdote católico brasileiro, cônego premonstratense e arcebispo de Pouso Alegre. Foi o sexto bispo e terceiro arcebispo de Pouso Alegre.

## Estudos e vida religiosa
Cursou os dois primeiros anos em escola rural, na fazenda de seu pai, concluindo o primário no município de Caetanópolis (Minas Gerais).
Em 1954 entrou para o Seminário Provincial do Sagrado Coração de Jesus, em Diamantina e, em 1957, passou para a Escola Apostólica São Norberto, na cidade de Montes Claros, onde terminou o seminário menor.
Em 28 de janeiro de 1961 ingressou no noviciado dos Cônegos Premonstratenses, em Pirapora do Bom Jesus (São Paulo), onde posteriormente, fez cursos de Filosofia e Teologia.  Na ordem religiosa, recebeu o nome de Ricardo, em honra de São Ricardo, o rei saxão peregrino, falecido em Lucca, em 722.
Recebeu a ordenação presbiteral em 29 de junho de 1967 e, em 1983, licenciou-se em Teologia Moral na Academia Alfonsiana, em Roma.

## Atividades antes do episcopado
Cônego Ricardo foi vigário da Paróquia de Bocaiúva (Minas Gerais) por dois anos.
Exerceu o cargo de reitor da Escola Apostólica de São Norberto e do Seminário Maior da Ordem, em Belo Horizonte. Atuou também como mestre de noviços.
Em dezembro de 1983, foi nomeado superior da Ordem Premonstratense de Minas Gerais. A partir de 1986, transferindo-se novamente para Belo Horizonte, assumiu a função de vigário na Paróquia de São Gonçalo, em Contagem-MG.

## Episcopado
Dom Ricardo foi designado Bispo de Leopoldina, pelo Papa João Paulo II, em 14 de março de 1990. No dia 21 de abril do mesmo ano foi ordenado bispo, em Contagem.
Dom Ricardo foi nomeado arcebispo da Arquidiocese de Pouso Alegre no dia 16 de outubro de 1996. Tomou posse no dia 3 de dezembro.
Conforme determina o Código de Direito Canônico, ao completar 75 anos Dom Ricardo enviou sua carta de renúncia à Arquidiocese e no dia 28 de maio de 2014 o Papa Francisco a aceitou e Dom Ricardo tornou-se o primeiro arcebispo-emérito de Pouso Alegre.
Morreu em Monte Sião, em 1 de abril de 2018, aos 79 anos de idade. Seu sepultamento aconteceu no dia 3 de abril de 2018, na cripta da Catedral Metropolitana de Pouso Alegre, após a Missa das 14h presididia por seu sucessor, Dom José Luiz Majella Delgado, CSsR.